# Domicilio di soccorso
Per  domicilio di soccorso si intende quelle che erano, in Italia, le regole che determinavano su quale comune gravano le spese per l'assistenza e il soccorso dei cittadini poveri.
La norma fondamentale risaliva alla fine dell'Ottocento
Facevano eccezione a questo principio le regole relative alle Spedalità romane.
La nuova legge, emanata nel 2000  ha abolito la vecchia normativa ottocentesca, ma all'art. 6 - comma 4 -  continua ad individuare nei comuni i soggetti che hanno l'obbligo di provvedere al ricovero stabile presso strutture residenziali  di tutti coloro che si trovino in situazione di grave disagio. Anche secondo la nuova norma i costi sono imputati al comune nel quale essi hanno la residenza prima del ricovero. Dato il grave peso del costo di un malato cronico per comuni di piccole dimensioni, tutti i problemi, che erano presenti a fine ottocento, si ripresentano irrisolti in un clima sociale che, sotto altri aspetti, è più evoluto. Alcune regioni, come la Lombardia, stanno cercando di ripartire sul bilancio regionale parte di questi oneri.